# کلارک، نیوجرسی
کلارک (به انگلیسی: Clark) شهری در ایالت نیوجرسی کشور ایالات متحده آمریکا است که جمعیت آن در سرشماری سال ۲۰۱۰ میلادی، ۱۴٬۷۵۶ نفر بوده‌است.